# Subregió del Tâmega
Tâmega és una subregió estadística portuguesa, part de la Regió Nord. El seu principal núcleo és integrat al Districte de Porto, però també inclou concelhos del Districte de Braga, del Districte de Vila Real, del Districte de Viseu i del Districte d'Aveiro. Limita al nord amb Ave i Alt Trás-os-Montes, a l'est amb Douro, a sud amb Dão-Lafões i Entre Douro e Vouga i a l'oest amb Gran Porto. Àrea: 2629 km². Població (2001): 551 301.
Comprèn 15 concelhos:
- Amarante
- Baião
- Cabeceiras de Basto
- Castelo de Paiva
- Celorico de Basto
- Cinfães
- Felgueiras
- Lousada
- Marco de Canaveses
- Mondim de Basto
- Paços de Ferreira
- Paredes
- Penafiel
- Resende
- Ribeira de Pena